# 万事达卡

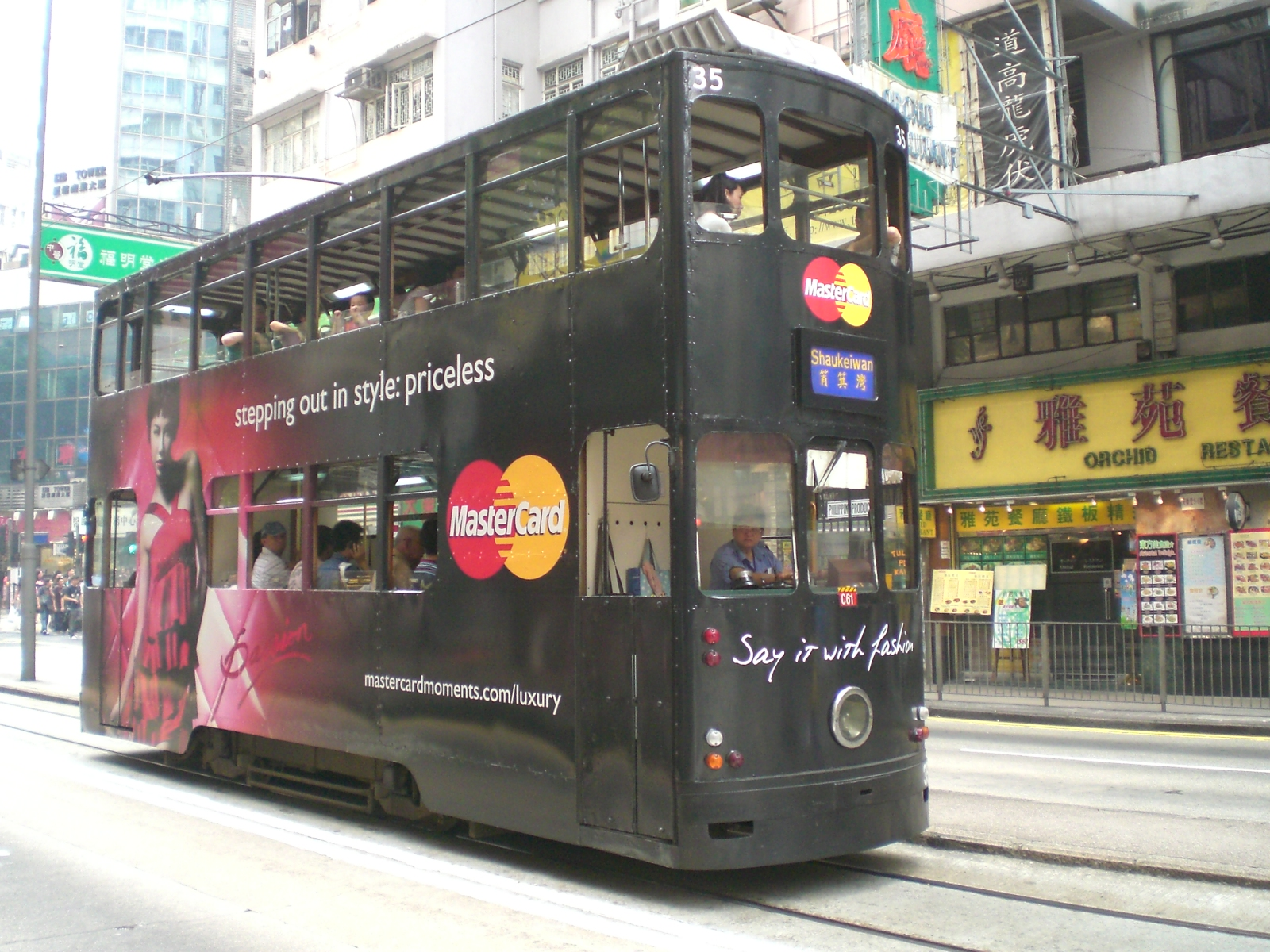
万事达卡於香港電車車身的戶外廣告

万事达卡公司 （标识为；：MA；萬事達卡）是一个由超过2万5千个金融机构会员组成的在美国纽约证券交易所上市的股份有限公司。万事达国际组织通过其会员发行万事达信用卡、借记卡和子品牌万事顺借记卡。

## 沿革
1966年8月16日，美国加利福尼亚州的四家银行（加联银行 、富国银行 、克罗克银行 和加州银行 ）为了和美国银行（Bank of America）发行的（Visa卡的前身）竞争而设立了银行间卡协会（Interbank Card Association）。1968年，墨西哥国民银行（Banco Nacional）以及欧洲和日本银行的加入，使成为一家国际性的组织。1970年，正式使用的名称与标志并于1980年更名为。
1968年，ICA與Eurocard結合為策略聯盟，雙方的卡在對方的網路可以互通，讓ICA正式跨入歐洲市場。1972年，英國的Access也加入ICA/Eurocard聯盟。
1987年，中国银行发行了中國大陸的第一张万事达卡，这也是中國大陸的第一张银行卡。
1997年，Mastercard合併英國的Access，Access信用卡正式退場。2002年，Mastercard再與（歐洲的發卡組織，在1992年併入了Eurocard）合併。
2006年6月23日，由于万事达卡国际组织规定，接受万事达信用卡和万事顺借记卡卡付费的零售商必须缴纳一定手续费，限制了这些零售商之间的竞争，欧盟委员会对万事达卡国际组织提出起诉。
2010年8月20日以3.33億英鎊（約5.17億美元）收購英國上市支付服務提供商集團公司，以擴張其電子商務商人網關業務。
2018年8月1日，Mastercard與高雄捷運簽約合作，建置閘門系統，讓信用卡和手機也能直接感應進站。2019年1月4日正式開放持卡搭乘高雄捷運。
2019年8月7日以28.5億歐元（約31.9億美元）收購收購丹麥支付科技公司Nets Group的帳戶與帳戶（Account to Account，A2A）間的清算、即時支付服務與電子帳單解決方案業務。
2021年2月10日，萬事達卡宣布支持加密貨幣，並表示將於同年稍晚開始直接在其網絡上支持特定的加密貨幣。萬事達卡希望支持的主要重點領域之一是使用數位資產進行支付，並且加密資產將需要提供人們在消費而非投資工具中所需的穩定性。 
2021年9月7日，萬事達卡（纽约证券交易所代碼：MA）宣布已達成協議收購 Aiia，這是一家領先的歐洲開放銀行技術提供商，通過單一 API 提供與銀行的直接連接，允許其客戶開發和推出滿足需求的新數位解決方案。 
2023年11月，中国人民银行会同国家金融监督管理总局审查批准“万事网联信息技术（北京）有限公司”（万事网联公司）提交的银行卡清算机构开业申请，并于11月17日向其核发银行卡清算业务许可证。万事网联公司是万事达公司与网联清算有限公司在中国大陆共同发起设立的合资公司。
2024年5月9日，万事网联公司正式在中国大陆开业，多家中国大陆本土银行开始陆续发行支持人民币结算的全新“中国万事达”银行卡。同年11月4日，该公司公告称，当日起将协同中国境内各合作银行开展存量卡向全新“中国万事达”银行卡等承接产品升级和迁移的相关工作。

## 發行產品
由萬事達卡公司發行的卡片，分為下列幾種類型：
- 信用卡（延后付款，Mastercard品牌）
  - 卡片等級主要分为标准卡、世界卡和世界之极卡；而某些市场会细分为普通卡、金卡、钛金卡、白金卡、世界卡、世界之极卡和世界传奇卡[10][11]。
- 借记卡（即时付款，共有Mastercard、Maestro、顺利卡（Cirrus）（英语：Cirrus (interbank network)）三种品牌[12]）
- 预付卡（提前儲值之後才能付款）
- 商务卡
- 电子旅行支票

由萬事達卡公司發行的卡片
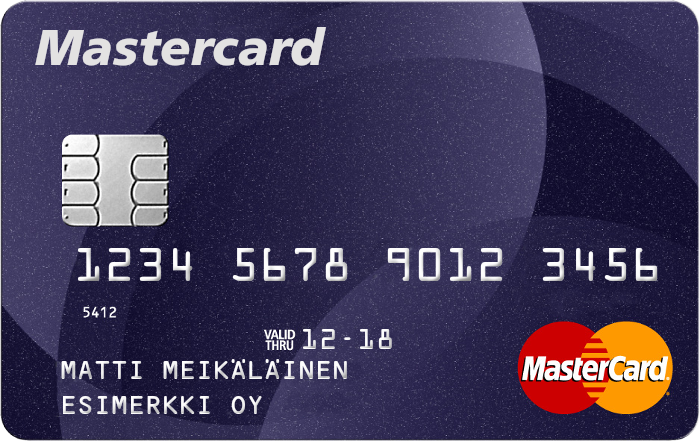
萬事達卡信用卡
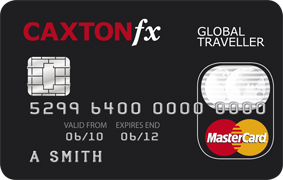
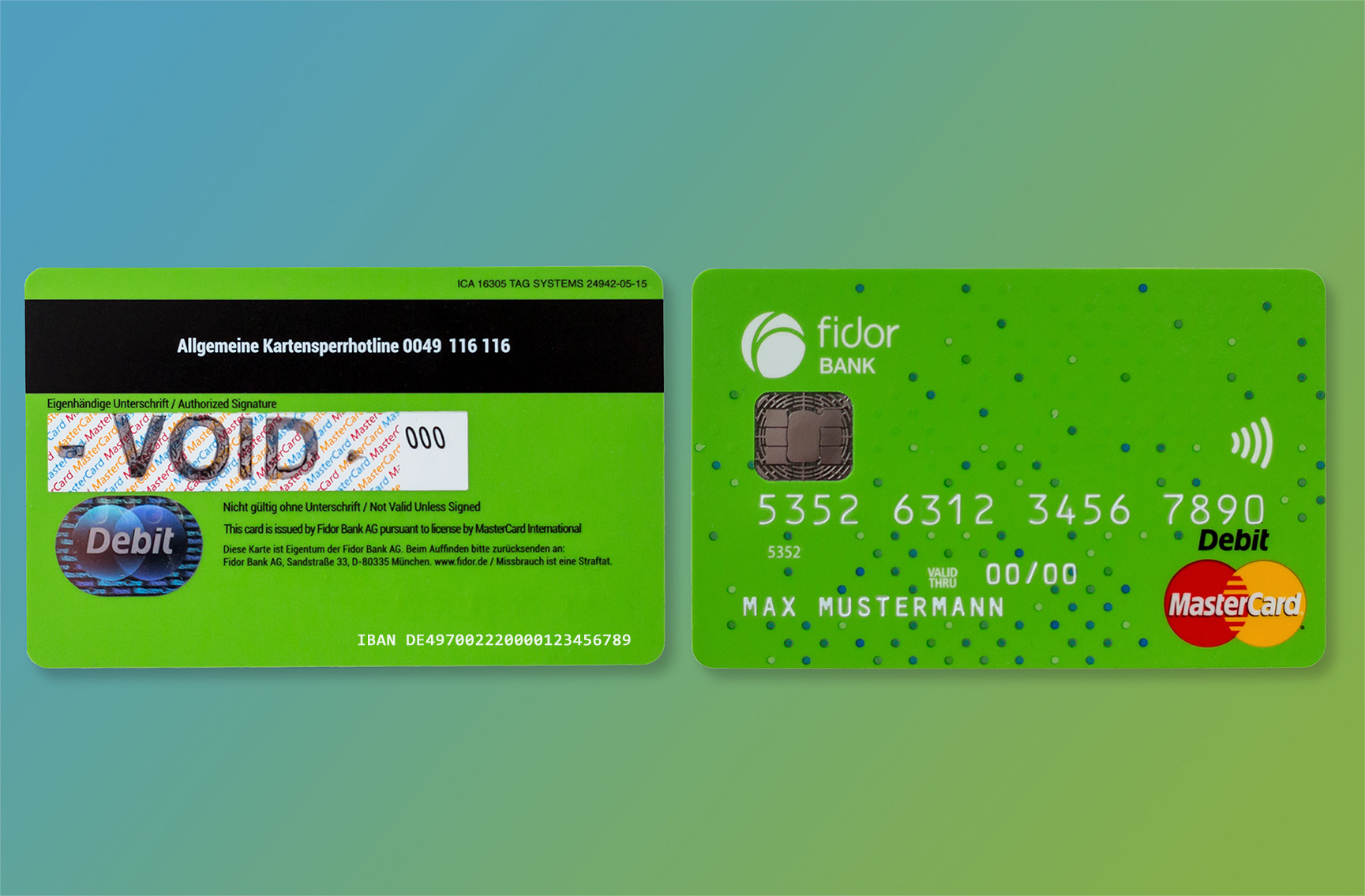
万事达卡借记卡

## 對俄羅斯制裁
2022年3月5日，國際信用卡公司Visa和萬事達卡宣布暫停俄羅斯業務，因為「俄方無端入侵烏克蘭，我們也目睹了無法接受的情勢發展」。Visa表示「將在未來幾天切斷交易」，包括俄羅斯銀行發行的信用卡無法在國外使用，在俄羅斯商家與ATM也無法使用外國銀行所發行的信用卡。萬事達卡則稱，在國外發行的任何萬事達卡，未來都不能在俄羅斯使用。 

## 外部連結
- 官方网站